# Bozalqanlı (Boz Bozalganly)
Bozalqanlı è un comune dell'Azerbaigian situato nel distretto di Tovuz. Conta una popolazione di 3.861 abitanti.